# Auto sacramental de los Reyes Magos de Cañada
El Auto sacramental de los Reyes Magos de Cañada es una fiesta que se realiza en Cañada, Alicante (España). Es una tradición que se basa en la representación teatral, tanto móvil como en escenarios fijos, de la anunciación, de la adoración de los Reyes Magos al niño Jesús y de la matanza de los inocentes de Herodes. Las escenificaciones en las que participan más de 200 vecinos, se celebran los días 6 y 7 de enero, es decir, el día de reyes y el que le precede.

## Historia
La historia de esta tradición se remonta a mediados del S.XVIII (entre 1785 y 1797). La representación que se hace cada año está compuesta por fragmentos del libreto  "La Santa Infancia del Niño Jesús", 1764 escrito por Don Gaspar Fernández y Ávila (autor de este único libreto). Este libreto llegó a manos de la población alicantina debido a la red de comerciantes formada por grupos pequeños, ya que la mayoría de población se dedicaba al sector agrario. Estos comerciantes mantenían contacto con zonas de la ribera valenciana (Denia, Gandía, Xàtiva...), y fue así como conocieron la obra que inspiró la representación dramática.
Como consecuencia de la Guerra Civil (1936-1939), la obra teatral dejó de representar-se durante varias décadas; sin embargo en los años 50 volvió a los escenarios de Cañada. Con el tiempo la tradición se fue perdiendo, hasta que en los años 80 volvió a retomarse.

## Descripción
6 de enero: La celebración inicia a las 9.30h de la mañana con un pasacalles que va desde el Ayuntamiento hasta las faldas del Monte Sant Mayor. Una vez dentro del casco urbano se celebra la entrada de los Reyes a Judea y a continuación se disponen en el escenario  para la representación de la escena en la que Herodes recibe al ministro. Las funciones empiezan por la "Venida y Adoración de los Reyes Magos". El relato consta de como el encuentro de los Reyes Magos de Oriente con el niño Jesús, es interrumpido temporalmente por la tiranía Herodes, que llama a los reyes a su palacio para intentar que le digan dónde está el niño recién nacido, ya que la intención del tirano es matarle. Finalmente, los Reyes llegan a Adora al niño y su familia, con las ofrendas.
7 de enero: La representación continúa con la huida a Egipto, donde la familia se encuentra con unos bandoleros, dirigidos por el general Dimas. El general acaba cediendo y no solo les deja continuar el trayecto, sino que les acompaña con la intención de protegerles. También se incluyen en este día escenas cómicas como el interrogatorio de los soldados de Herodes a los pastores Jusepe y Rebeca. Finalmente en el último acto se produce lo que conocemos del Nuevo Testamento (Mt 2, 16-18) como la Matanza de los Inocentes, ordenada por Herodes, que resulta en el arrepentimiento del propio Herodes por la muerte de su hijo.